# XXYY-syndrom
XXYY-syndrom är en mycket ovanlig kromosomavvikelse som innebär att en man har två extra könskromosomer. Detta ger i varierande grad en intellektuell och motorisk funktionsnedsättning.
Normalt har en människa 46 kromosomer, varav två könskromosomer. En man med XXYY-syndrom har två extra kromosomer; en X och en Y. Syndromet kallas därför även 48,XXYY.
XXYY-syndrom brukar ses som en variant av Klinefelters syndrom. XXYY-syndrom ger dock fler och kraftigare symptom än XXY- syndrom (som är den vanligaste varianten av Klinefelter), framförallt när det gäller sociala färdigheter, inlärning och beteendestörningar.. Inom forskningen vill man därför se XXYY-syndrom som en helt egen diagnos. Behandlingen är dock densamma, och styrs av vilka symtom man ser snarare än av diagnosen.

## Symptom
Symptomen kan variera avsevärt mellan olika personer med XXYY-syndrom. Alla har dock flera av nedanstående symptom: (procentsiffrorna anger ungefärlig förekomst)
- Hypogonadism, dvs dåligt utvecklade testiklar. Detta ger en låg testosteronhalt, en försenad eller avstannad pubertet och infertilitet. (100%)
- Neuropsykiatrisk funktionsnedsättning, såsom ADHD eller Autism
- Omfattande tandproblem med försvagade, förstorade, felplacerade eller saknade tänder (90%)
- Astma och allergi (60%)
- Tremor dvs darrningar i händerna, främst i vuxen ålder (60%)
- Skolios (25%)
- Diabetes typ 2 (20%)
- Matsmältningsproblem (18%)
- Epilepsi (15%)
- Skelning (15%)
- Hjärtproblem och cirkulationsstörningar
- Allmän utvecklingsförsening
- Motoriska problem, såsom låg muskeltonus, dålig balans och koordination
- Lång kroppsbyggnad, framförallt långa armar och ben
- Problem med ben och leder som platta fötter, onormala armbågar, inåtböjda lillfingrar och benskörhet
- Karakteristiskt utseende med brett mellan ögonen och hudveck vid inre ögonvrån (epikanthus)
- Talsvårigheter
- Kryptorkism dvs ej nedvandrade testiklar
- Språkstörningar
- Utbrott och humörsvängningar
- Inlärningssvårigheter
- Oro och ångest
- Sömnproblem

## Förekomst
XXYY är mycket ovanlig, och drabbar någonstans mellan en av 17 000 till en av 50 000 pojkar som föds. Det innebär att det i Sverige föds uppskattningsvis 1-3 barn med denna avvikelse varje år. Många får dock aldrig någon diagnos. Endast män kan drabbas eftersom det är förekomsten av minst en Y-kromosom som styr vilket biologiskt kön man får.

## Diagnostisering
XXYY-syndrom diagnostiseras genom att göra en karyotyp. En sådan görs ofta som del i utredningen kring något av symptomen. En del barn får diagnosen som spädbarn för att de har fysiska symptom. En del får den när de börjar skolan då inlärningssvårigheter och ADHD-liknande symptom blir tydligare. Ytterligare andra får sin diagnos när de kommer upp i tonåren och puberteten uteblir eller avstannar. En betydande del av männen bedöms dock vara odiagnostiserade, ofta beroende på okunskap om syndromet och på att de fått någon annan diagnos som inte utretts vidare. 

## Behandling
Det finns inget botemedel mot själva syndromet. Däremot kan många av symptomen behandlas. Det vanligaste är att männen får testosterontillskott. Det ges i form av injektioner eller salva. Behandlingen bör starta i början av puberteten, och fortsätter sedan ofta livet ut. 
En viktig del av behandlingen är olika former av terapi, och att ge barnen möjlighet till utveckling utifrån deras förutsättningar.

## Orsak
Syndromet orsakas av en felaktig celldelning i samband med befruktning. Det finns inget som tyder på att ärftliga orsaker, föräldrarnas ålder eller yttre faktorer påverkar risken för att drabbas av XXYY-syndrom. 